# Leticia Brunati

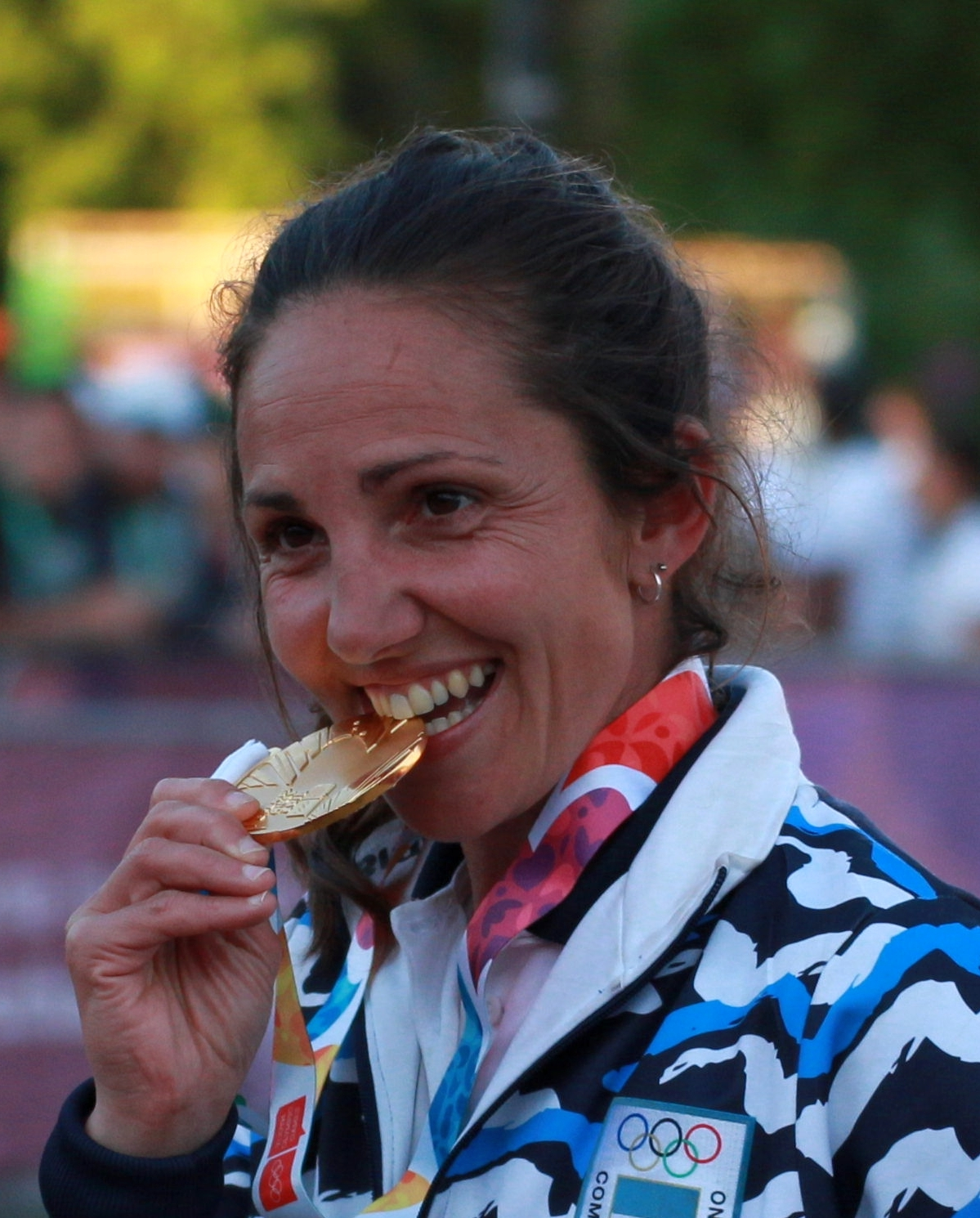
Brunati mit der Goldmedaille bei de Olympischen Jugendspielen

Leticia Paola Brunati (* 28. Mai 1982 in Buenos Aires) ist eine argentinische Handballtrainerin, die Trainerin der Argentinischen Beachhandball-Nationalmannschaft der Frauen ist. Brunati gilt als das „Aushängeschild“ des argentinischen Beachhandballs.
Brunati lernte Handball erst spät als Zuschauerin der Olympischen Sommerspiele 1996 kennen, begann später selbst zu spielen, ohne jedoch gut genug für eine professionelle Karriere zu sein. Später studierte sie am Instituto Superior de Educación Física Dr Enrique Romero Brest. Sie war zunächst als Trainerin beim Club Barrio Parque und als Sportlehrerin an der Escuela de Eliana Fontana, einer Jungenschule, in Villa Nueva tätig. Später wechselte sie zum argentinischen Handballverband, wo sie Trainerin der Jugend- und Juniorinnenteams in der Halle wurde. 2011 gewann sie mit der U16 den Titel bei den Südamerikameisterschaften. Seit der Entscheidung der IHF 2015, Beachhandball statt Hallenhandball bei den Olympischen Jugendspielen 2018 durchzuführen, bereitete sie die argentinische Nachwuchs-Nationalmannschaft als Langzeitprojekt auf die Olympischen Jugend-Sommerspiele 2018 im heimischen Buenos Aires vor, Co-Trainer und Betreuer wurden der frühere Spieler Sebastián Ferraro und Gustavo Andrés Sanz. Kontinental trug die gezielte Arbeit schnell Früchte: Bei den Panamerikanischen Beachhandball-Juniorenmeisterschaften 2017 (U 17) gewann die Mannschaft den Titel, wobei alle Spiele gewonnen wurden. Damit qualifizierte sich die Mannschaft für die Beachhandball-Juniorenweltmeisterschaften 2017 in Flic-en-Flac auf Mauritius, wo alle Spiele der Haupt- und der Vorrunde gewonnen werden konnten, abgesehen der beiden Spiele gegen Ungarn sowie die Niederlande. Nach einem Sieg im Viertelfinale über China scheiterte die Mannschaft Brunatis im Halbfinale auch gegen die Niederlande im zweiten Turnierspiel. Im abschließenden Spiel um die Bronzemedaille wurde das Team aus Portugal geschlagen.

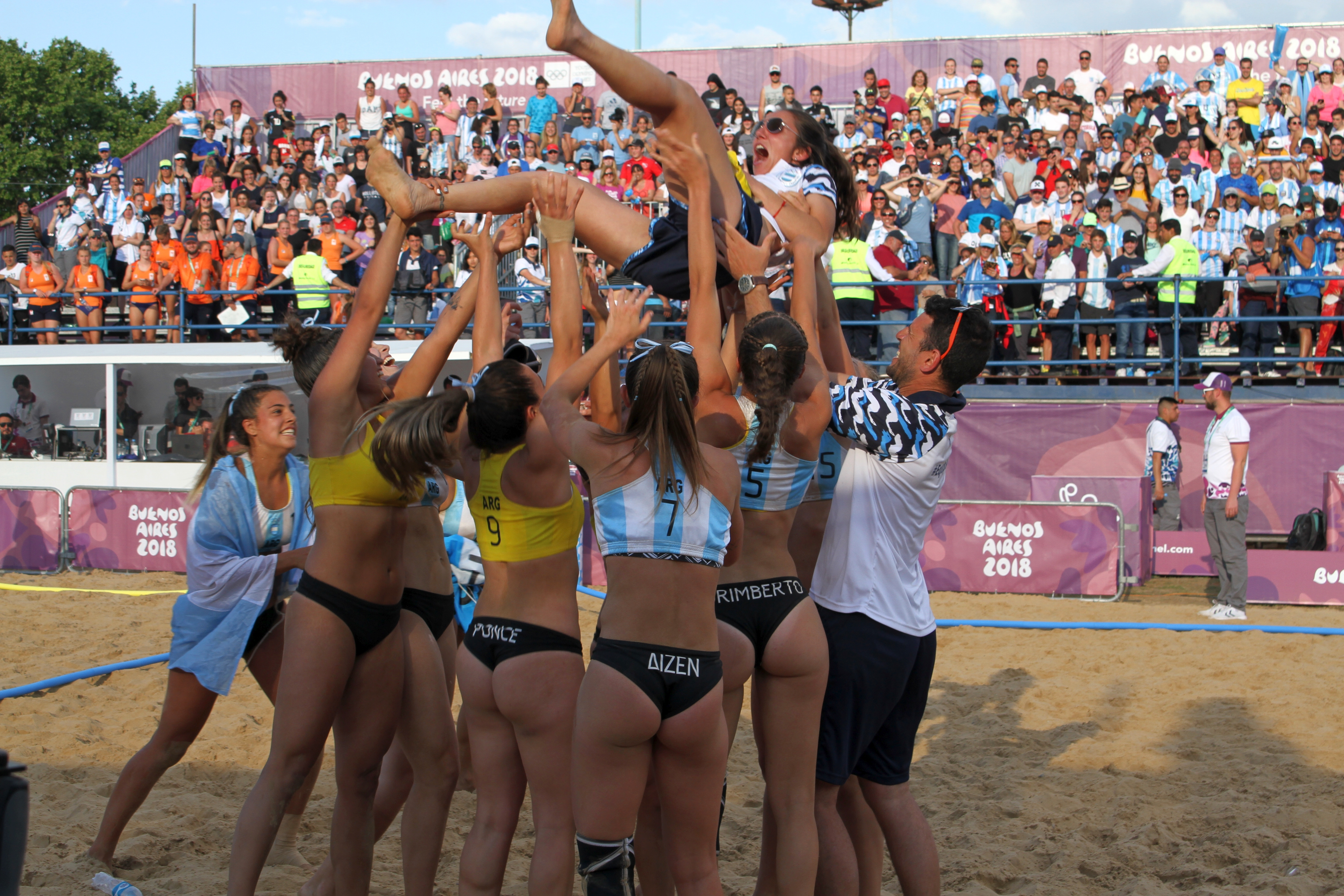
Die Mannschaft feiert ihre Trainerin nach dem Sieg bei den Olympischen Jugendspielen

Im Jahr darauf gewann die Mannschaft ihre vier Auftaktspiele in der Vorrunde und verlor einzig das letzte Spiel, einmal mehr gegen die Auswahl der Niederlande bei den Olympischen Jugendspielen. Als zweite der Vorrunde zog Brunatis Mannschaft in die Hauptrunde ein, wo alle Spiele gewonnen wurden, auch erstmals gegen die Junioren-Weltmeisterinnen aus Ungarn. Auch im Halbfinale wurden die Ungarinnen im Shootout geschlagen, im Finale schließlich die Kroatinnen. Der Erfolg wurde als einer der herausragenden Momente der Gastgeber bei diesen Jugendspielen wahrgenommen, sowohl die Spielerinnen als auch die Trainerinnen erreichten eine relativ große Bekanntheit. Brunati gilt als die Architekten des Erfolges der Mannschaft. Es war zudem der erste Titel einer argentinischen Handballmannschaft jenseits kontinentaler Wettbewerbe.
Daneben war Brunati seit 2011 Co-Trainerin von Salvador Comparone bei der Argentinischen Beachhandball-Nationalmannschaft der Frauen. Mit der Mannschaft gewann sie den Titel bei den South American Beach Games 2019 in Rosario und wurde Zweite bei den Süd- und Mittelamerikanischen Beachhandballmeisterschaften 2019 in Maricá. Bei den World Beach Games 2019 in Doha belegte Argentinien den sechsten Rang. Im Februar 2019 gewann Leticia Brunati als Trainerin mit ihrer Mannschaft ACHA de Mar del Plata, zu der auch alle Goldmedaillengewinnerinnen der Olympischen Jugendspiele, Gisella Bonomi, Caterina Benedetti, Carolina Ponce, Fiorella Corimberto, Lucila Balsas, Belén Aizen, Zoe Turnes, Rosario Soto und Jimena Riadigos gehörten, den Titel bei der erstmals ausgetragenen argentinischen Beachhandball-Sommertour. Sie ist zudem Trainerin des Vereins Club Mariano Acosta de Buenos Aires.
2023 folgte Brunati Comparone nach dessen Rücktritt nach 15 Jahren in der Funktion als Nationaltrainerin nach, ihre Assistentin wurde die Altinternationale und langjährige Spielführerin der Nationalmannschaft, Celeste Meccia.
Neben ihrem Nationaltraineramt ist Brunati auch als Trainerin (Profesora de Educación Física) am staatlichen Trainingszentrum CeNARD und darüber hinaus tätig, sowie technische Koordinatorin für Beachhandball des argentinischen Verbandes. Bei einer Zeremonie aus Anlass des 30-jährigen Jubiläums des ersten Beachhandball-Turniers im Rahmen der Eröffnung der Weltmeisterschaften 2022 auf Kreta wurde Brunati als eine der Legenden des Sports vorgestellt.